# Arasanaghatta, Holalkere
Arasanaghatta là một làng thuộc tehsil Holalkere, huyện Chitradurga, bang Karnataka, Ấn Độ.